# Chukwuemeka Ike
Vincent Chukwuemeka Ike (geboren als Vincent Ike; * 28. April 1931 in Ndikelionwu, Orumba North, heute Anambra State, Nigeria; † 9. Januar 2020 in Nnewi) war ein nigerianischer Schriftsteller und Universitätsadministrator. Er wurde bekannt als Autor von Erzählungen, Novellen und Romanen in englischer Sprache. 1999 veröffentlichte er außerdem den Roman Anu Ebu Nwa in seiner Muttersprache Igbo.

## Leben
Ike wurde 1931 als Sohn von Charles Chinwuba Ike und Dinah M. Ike geboren. Chukwuemeka ist Igbo und bedeutet Gott hat Großes getan. Seit 1959 war er mit Adebimpe Olurinsola Ike verheiratet. Sie hatten einen Sohn und zwei Enkelkinder.
Von 1937 bis 1939 besuchte Chukwuemeka Ike die Aro Settlement School in Ndikelionwu, dann von 1940 bis 1943 die CMS Central School in Ife Ezinihitte im heutigen Imo State sowie 1944 die CMS Central School in Nnewi. Seine Bekanntschaft mit Chinua Achebe geht auf ihre gemeinsame Zeit am Government College, Umuahia, im heutigen Abia State zurück, das Chukwuemeka Ike von 1945 bis 1950 besuchte. Ike erklärte in einem späteren Interview, dass er erst durch Chinua Achebes Buch Things Fall Apart (1958) zum literarischen Schreiben gebracht worden sei.
Er studierte Geschichte und Englisch an der Universität Ibadan, die damals noch University College hieß und ein College der University of London war, anschließend an der Stanford University. Seine Studienzeit an der Universität Ibadan von 1951 bis 1955 schloss er mit dem Grad eines B.A. und die Studienzeit in Stanford im Januar 1967 als M.A. ab.
Chukwuemeka Ike war an verschiedenen nigerianischen Universitäten in unterschiedlichen Positionen tätig:
- 1955–1956: Graduate Teacher at Girls' Secondary School (later St. Catharine's) Nkwerre, Orlu
- 1957–1960: Assistant Registrar, University College, Ibadan
- 1960–1963: Pioneer Deputy Registrar, University of Nigeria, Nsukka
- 1963–1967: Registrar, University of Nigeria, Nsukka
- 1971–1979: Registrar, West African Examinations Council (WAEC)

Nach seinem Ausscheiden aus dem öffentlichen Dienst hatte er unter anderem folgende Positionen inne:
- 1983–1985: Visiting Professor for Creative Writing, University of Jos

In seinem Heimatort Ndikelionwu führte Chukwuemeka Ike den traditionellen Titel Eze-Ikelionwu XI.

## Werke

### Prosa
In seinem ersten Buch Toads for Supper (1965) thematisierte Ike in humoristischer Weise das Thema der Liebe in einem durch interethnische Spannungen geprägten Nigeria. Der Protagonist des Buches ist Amadi, ein junger Student aus dem Osten Nigerias, der sein Studium an einer Universität im Westen Nigerias beginnt. Sunset at Dawn (1976) beschreibt die Tragödie des Bürgerkriegs in Biafra, der direkt Ikes Heimatregion betraf. Als bekanntestes Werk Ikes gilt vielfach The Bottled Leopard (1985), was möglicherweise aber daran liegt, dass es lange Zeit Pflichtlektüre im Fach Literatur in nigeraianischen Oberschulen war. Es erzählt die magisch-realistische Geschichte eines Jungen, der von seiner Familie ausgewählt wird, die Familientradition, sich in einen Leopard verwandeln zu können, weiterzutragen. Zu den bekanntesten Werken gehört auch Expo 77 (1980), dem eine reale Begebenheit zugrunde liegt: das zweimalige vorzeitige Bekanntwerden von Prüfungsfragen einer zentralen Schulprüfung im Jahr 1977. Das Wort expo soll in Nigeria seit dem Erscheinen des Werkes zu einem allgemein geläufigen Synonym für „Unregelmäßigkeiten bei Examensprüfungen“ geworden sein. Ike war zur Zeit des Examens Mitglied des Prüfungsausschusses und verarbeitete in dem Werk literarisch seine Frustration über die Art und Weise, wie in der nigerianischen Gesellschaft derartige Vorkommnisse durch alle Beteiligten – Eltern, Schüler, Schulaufsichtsbehörden etc. – begünstigt werden.
- Toads for Supper (1965), The Harvill Press Ltd./Fontana Press (ISBN 0-00-612492-5)
- The Naked Gods (1970), The Harvill Press Ltd./Fontana Press (ISBN 0-00-612770-3)
- The Potter's Wheel (1973), The Harvill Press Ltd./Fontana Press (ISBN 0-00-613449-1)
- Sunset at Dawn. A Novel of the Biafran War (1976), Collins & Harvill Press Ltd./ Fontana Press (ISBN 0-00-614275-3)
- Expo '77 (1980), Fontana Press (ISBN 0-00-616063-8)
- The Chicken Chasers (1980), Fontana Press (ISBN 0-00-615947-8)
- The Bottled Leopard (1985), University Press, Nigeria (ISBN 978-2492-73-6)
- Our Children Are Coming (1990), Spectrum Books, Nigeria (ISBN 978-029-257-8)
- The Search (1991), Heinemann Educational Books, Nigeria (ISBN 978-129-377-2)
- To My Husband from Iowa (1996), Malthouse Press, Nigeria (ISBN 978-2601-43-8)
- Anu Ebu Nwa (1999), University Press, Nigeria (ISBN 978-030-502-5)
- Conspiracy of Silence (2001), Longman Nigeria (ISBN 978-026-379-9)
- Accra Riviera (2001), Oyster St. Iyke Nigeria
- Toads for Ever (2007), Longman Nigeria

### Sachliteratur
- University Development in Africa: The Nigerian Experience (1976), University Press, Nigeria (ISBN 0-19-575324-0)
- Whither, O splendid ship? (University of Jos postgraduate Open lecture series) (1984), University of Jos (ISBN 978-166-025-2)
- How to Become a Published Writer (1991), Heinemann Educational Books, Nigeria (ISBN 978-129-265-2)
- Critical Essays on Ken Saro-Wiwa's Sozaboy (1992), Saros International Publishers, Nigeria (ISBN 978-2460-21-4)
- Directory of Nigerian Book Development (1998) Nigerian Book Foundation and Fourth Dimension Publishing Company, Nigeria (ISBN 978-33473-4-9)

## Sekundärliteratur zu Chukwuemeka Ike
- Kanchana Ugbabe (Hrsg.): Chukwuemeka Ike: A Critical Reader. Malthouse Press, Nigeria 2001, ISBN 978-023-043-2

## Auszeichnungen (Auswahl)
- (1978) Hon FCGI (Honorary Fellow, City & Guilds of London Institute)[2]
- (1987) Honorary Fellow in Writing, University of Iowa[2]
- (1994) Distinguished Friend of the Council (WAEC) Award, from the West African Examinations Council[2]
- (1998) Doctor of Letters (D.Litt.) honoris causa, University of Nigeria, Nsukka[4]
- (2000) Doctor of Letters (D. Litt.) honoris causa, University of Lagos[2]
- (2000) Distinguished Alumnus Award, University of Ibadan Alumni Association[4]
- (2001) National Honours in the rank of Officer of the Order of the Federal Republic (OFR)[4]
- (2003) Recognition Award, Nigeria International Book Fair[6]
- (2007) Award for Excellence, Nigerian Book Fair Trust (Eastern Zone)[4]
- (2008) Fonlon-Nichols-Award[7]
- (2008) Nigerian National Merit Award[8]